# Little Suamico
Little Suamico es un pueblo ubicado en el condado de Oconto en el estado estadounidense de Wisconsin. En el Censo de 2010 tenía una población de 4.799 habitantes y una densidad poblacional de 49,61 personas por km².

## Geografía
Little Suamico se encuentra ubicado en las coordenadas 44°42′40″N 88°3′24″O / 44.71111, -88.05667. Según la Oficina del Censo de los Estados Unidos, Little Suamico tiene una superficie total de 96.74 km², de la cual 96.58 km² corresponden a tierra firme y (0.17%) 0.16 km² es agua.

## Demografía
Según el censo de 2010, había 4.799 personas residiendo en Little Suamico. La densidad de población era de 49,61 hab./km². De los 4.799 habitantes, Little Suamico estaba compuesto por el 97.67% blancos, el 0.25% eran afroamericanos, el 0.83% eran amerindios, el 0.46% eran asiáticos, el 0% eran isleños del Pacífico, el 0.04% eran de otras razas y el 0.75% pertenecían a dos o más razas. Del total de la población el 0.44% eran hispanos o latinos de cualquier raza.